# Snekke
El snekke (en plural snekker, también snekkar; nórdico antiguo snekkja, plural snekkjur) era un barco de guerra vikingo. Aunque el apelativo es menos conocido que el de los drakkar, se refiere a uno de los más grandes navíos construidos por los vikingos entre los siglos IX y XII, y también uno de los más utilizados en sus expediciones. Podía alcanzar los 30 metros de eslora, equipar 40 remos y embarcar hasta 90 hombres y su equipamiento de guerra. El snekke navegaba indistintamente con vela para los grandes trayectos o remos cerca de la costa o para remontar las aguas de los ríos y adentrarse en el interior.
Los snekker fueron uno de los barcos más frecuentes. Según las sagas nórdicas, en 1028 Canuto el Grande usó 1400 snekker en Noruega, y Guillermo el Conquistador utilizó alrededor de 600 para invadir Inglaterra en 1066.
El snekke noruego, diseñado para su uso en profundos fiordos y las condiciones atmosféricas típicas del Atlántico Norte, solía tener mayor calado que el snekke danés, concebido para costas poco profundas y playas. Los snekker eran tan livianos que no necesitaban usar puertos, podían ser sacados a tierra e incluso ser transportados tierra adentro.

## Origen del nombre
La etimología del nombre procede del nórdico antiguo snekkja ya que algunas naves ostentaban una cabeza de ese reptil que los diferenciaba de los drakkar («dragones»), aunque algunos historiadores no coinciden con esto.